# غازماکیان‌مانان
غازماکیان‌مانان (نام علمی: Galloanserae) نام یک بالاراسته از زیررده نوآروارگان است.